# ادواردو دومینگز
ادواردو دومینگز (انگلیسی: Eduardo Domínguez؛ زادهٔ ۱ سپتامبر ۱۹۷۸) بازیکن فوتبال اهل آرژانتین است.
از باشگاه‌هایی که در آن بازی کرده‌است می‌توان به باشگاه فوتبال لس آنجلس گلکسی، باشگاه فوتبال ولز سارسفیلد، باشگاه اتلتیکو ایندپندینته، باشگاه فوتبال راسینگ کلوب آویاندا، و باشگاه فوتبال اتلتیکو هوراکان اشاره کرد.